# Pîtres

Pîtres este o comună în departamentul Eure, Franța. În 1 ianuarie 2022 avea o populație de 2.572 de locuitori.